# Marchesato di Finale
Il marchesato di Finale fu un antico Stato italiano preunitario, situato nell'attuale Liguria. 

Il suo territorio, originariamente esteso anche alle Langhe, si ridusse poi a quello che oggi appartiene ai comuni di Finale Ligure, Calice Ligure, Rialto, Orco Feglino, Tovo San Giacomo, Magliolo, Bormida, Osiglia, Pallare, Carcare, Calizzano, Massimino. 
Il marchesato è stato il più longevo residuo dell'antica marca aleramica. I suoi possedimenti furono governati ininterrottamente per sei secoli da una stessa dinastia di marchesi aleramici, noti inizialmente col nome di marchesi del Vasto, poi con quello di marchesi di Savona, quando reggevano la marca di Savona (comprendente anche le Langhe), e successivamente di marchesi Del Carretto, quando Savona si costituì in libero comune.

## Origini
Il marchesato del Finale si sviluppò su parte dei territori donati nel 967 ad Aleramo del Monferrato dall'imperatore Ottone I e fu per molti secoli un feudo imperiale.
Anselmo, figlio di Aleramo, diede origine alla dinastia dei marchesi di Savona, altrimenti chiamati del Vasto, il cui più famoso esponente, Bonifacio, acquisì ampi domini in Liguria e Piemonte. 
Fra il 1142 e il 1148 i suoi figli si divisero il patrimonio, dando origine a diverse dinastie feudali. 
Il quintogenito, Enrico del Vasto, altrimenti noto come Enrico I Del Carretto, ereditò la marca di Savona, nel momento in cui sia Savona che Noli si stavano ormai costituendo in Libero comune, e ne venne investito il 10 giugno 1162 da Federico Barbarossa.

Il territorio della marca di Savona si estendeva dalla costa ligure (fra Cogoleto e Finale) lungo le valli delle Bormide sin quasi ad Acqui. 

Anche Cortemilia e Novello si aggiunsero ai domini di Enrico alcuni decenni dopo, con la morte senza eredi di Bonifacio, fratello di Enrico, vescovo di Alba e marchese di Cortemilia. 

Analogamente la morte di Ugo di Clavesana, altro figlio di Bonifacio del Vasto, è all'origine dei diritti che i discendenti di Enrico vantarono nella diocesi di Albenga e in altri territori dell'antico marchesato di Clavesana.
Da Enrico del Vasto discendono tutti i Del Carretto, che nei secoli successivi si spartirono in vario modo i suoi domini. Enrico, però, non utilizzò mai il nome Del Carretto, che fu attribuito per la prima volta ai suoi figli dopo il 1190. Il nome è stato collegato con il possesso di un piccolo castello sulla Bormida detto appunto Carretto, anche se recentemente sono state poste delle obiezioni a questa ipotesi.
Il controllo di Enrico del Vasto sull'estesa marca di Savona era più formale che sostanziale, a causa della crescente autonomia dei comuni di Savona, Noli, Alba e Alessandria. Già nella prima metà del XII secolo Savona e Noli si erano gradualmente costituite in liberi comuni sotto la protezione di Genova e gli accordi del 1153 con Savona e del 1155 con Noli avevano formalizzato la loro larga autonomia. Nonostante la presenza di beni patrimoniali e di diritti fiscali nel savonese e nel nolese (diritti che furono riscattati con moneta contante in vari accordi entro la fine del secolo), il controllo che Enrico del Vasto era in grado di esercitare in Liguria al momento dell'investitura del 1162 era di fatto ormai ridotto principalmente alla zona finalese. Per questo motivo, nonostante la variazione del titolo, è logico stabilire convenzionalmente che il 1162 è la vera data d'inizio del marchesato di Finale, che per i successivi quattro secoli mantenne la continuità dinastica, giuridica e territoriale.

## Storia
Circa nel 1193 il nucleo urbano di Finalborgo venne cinto di mura da Enrico II Del Carretto, figlio di Enrico del Vasto, che sembra essere stato il primo nel 1188 a fregiarsi del titolo di marchese di Finale. Per molti secoli, tuttavia, i Del Carretto continuarono a portare anche il titolo onorifico di marchesi di Savona, che ricordava l'antichità della loro casata e l'origine imperiale. Sia Enrico II che il suo erede Giacomo furono ghibellini, come Enrico del Vasto. Giacomo sposò una figlia naturale di Federico II di Svevia, Caterina da Marano, sorella di re Enzo.
Dopo la morte di Giacomo Del Carretto (1265), i suoi domini furono divisi fra i figli in terzieri, dando origine a tre distinte linee dinastiche. Uno di questi "stati", il terziere di Finale, rimase sovrano per tre secoli, prima di passare alla Spagna (1602). Gli altri due terzieri erano quello di Millesimo, i cui signori si sottoposero al dominio dei marchesi di Monferrato, e quello di Novello. Con questa divisione il territorio del marchesato al di là delle Alpi marittime si limitava all'alta valle della Bormida fra Calizzano e Carcare. La proprietà di Carcare (condivisa con altri carretteschi) consentiva l'accesso alla strada per Alessandria, conservando così al marchesato una funzione strategica (unico accesso al ducato di Milano non controllato da Genova).
Nel Trecento, inoltre, i Del Carretto, anche grazie al matrimonio di Enrico, terzo figlio del marchese Giorgio, con Caterina di Clavesana, diedero origine al marchesato di Zuccarello e Balestrino, fra Finale e Albenga. Nonostante la sovranità riconosciuta dall'imperatore, i Del Carretto dovettero difendere continuamente la propria autonomia dalle ambizioni di Genova, che considerava i territori dei marchesi di Savona come un autentico problema (dividevano in due i possessi della repubblica genovese). Nel 1385 Genova ottenne che i marchesi si riconoscessero suoi vassalli per metà dei loro domini feudali, ma questo riconoscimento fu vano, perché privo dell'approvazione imperiale.

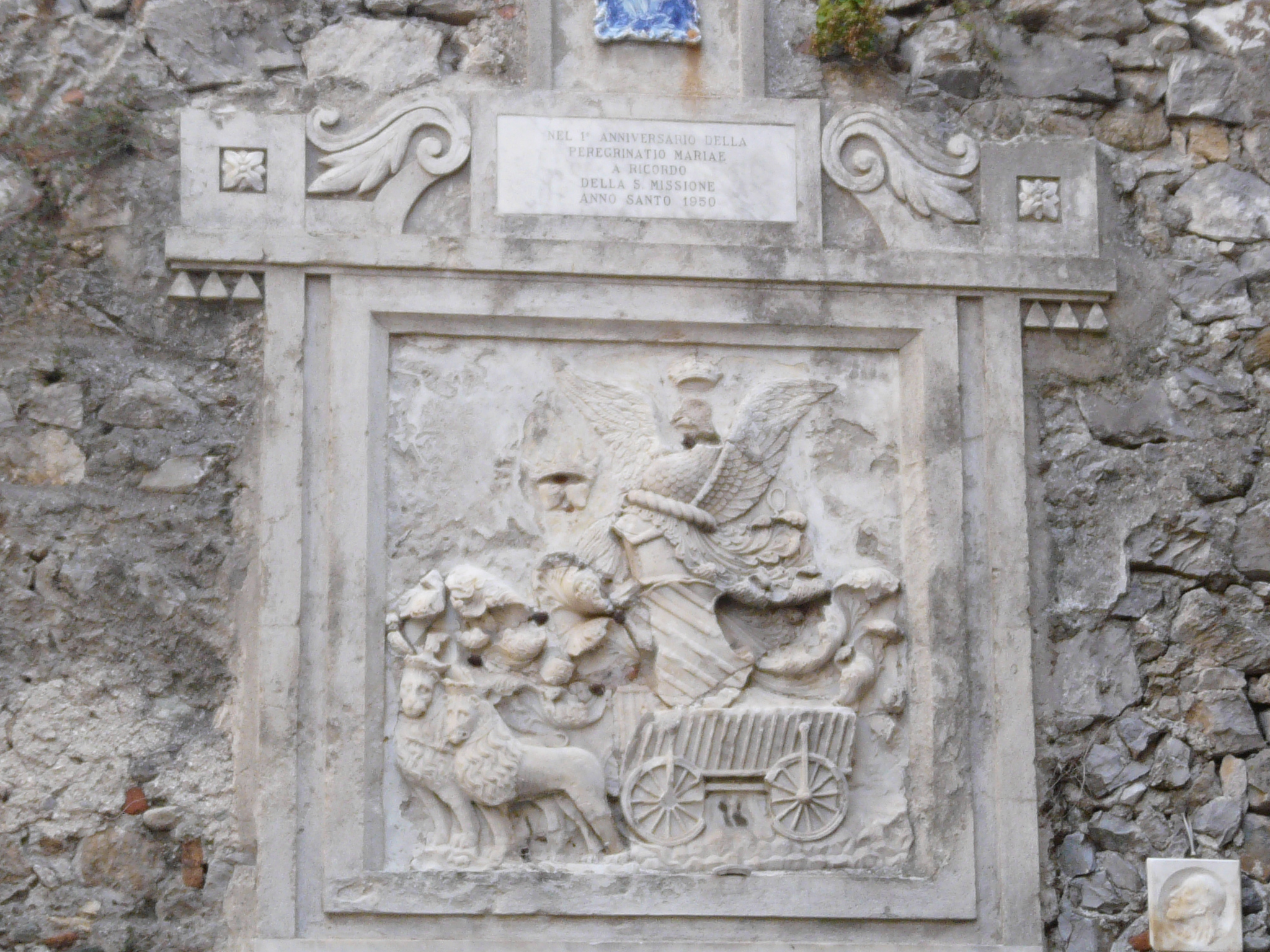
Bassorilievo a Porta Reale di Finalborgo (1452): l'arme dei Del Carretto venne reintrodotta nelle mura di Finalborgo dopo la cacciata degli invasori genovesi. Essa è trascinata da due leoni (i carretteschi e il popolo finalese), i cui cuori sono uniti

Nel Quattrocento, invece, l'alleanza con i Visconti, prima, e con gli Sforza, poi, consentì ai marchesi di Finale di godere di una sostanziale indipendenza. Approfittando, però, del periodo della Repubblica Ambrosiana (l'interregno fra le due dinastie milanesi), Genova innescò una guerra che si protrasse dal 1447 al 1448 ed ebbe come risultato l'incendio di Finalborgo, la capitale del marchesato, la demolizione di Castel Gavone e la completa sottomissione a Genova. Già nel 1450, però, Giovanni I Del Carretto riconquistò Finale. Per oltre un secolo Finale rimase indipendente, raggiungendo una discreta prosperità, fino a che venne coinvolta pesantemente nelle guerre fra Francia e Spagna.

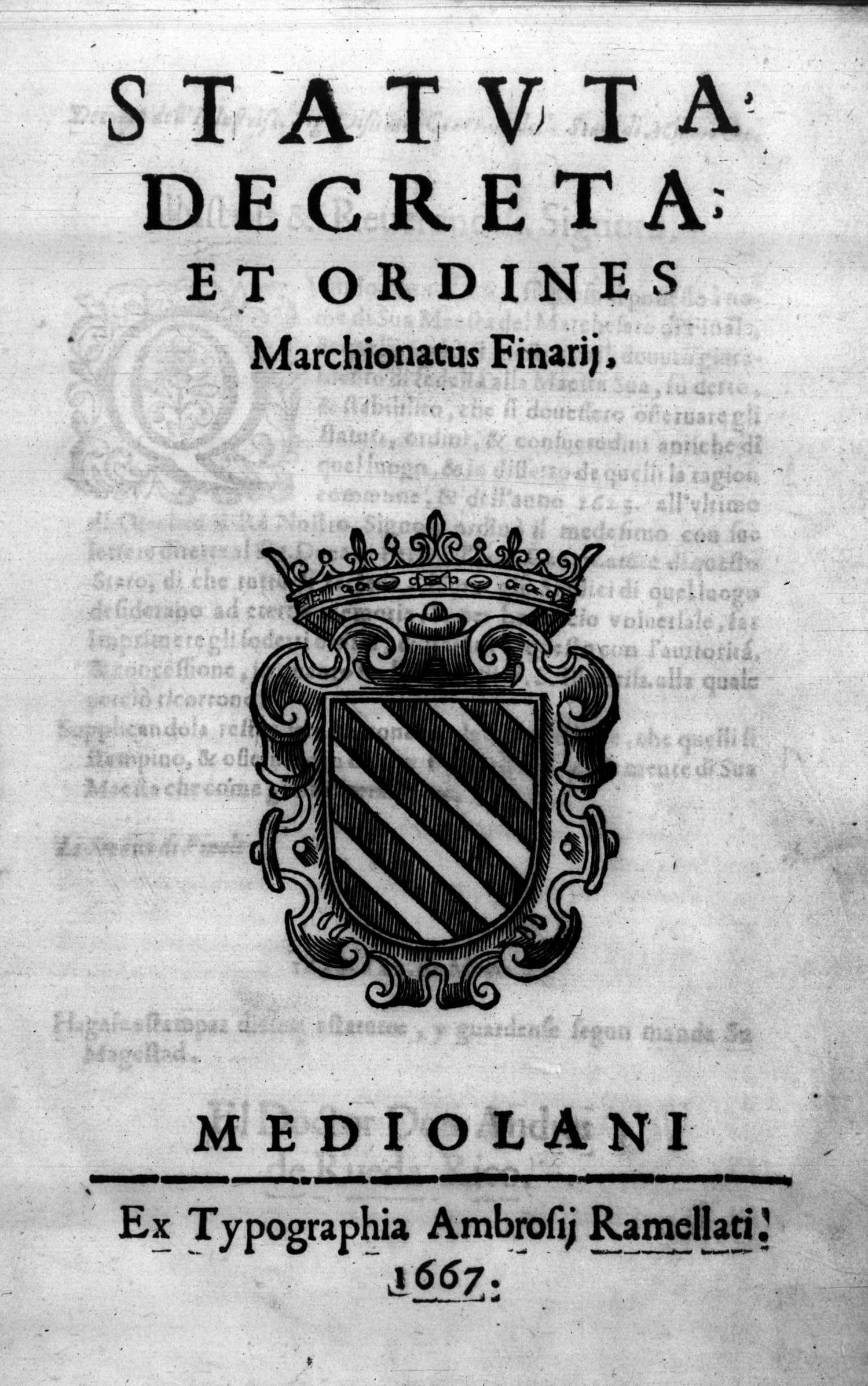
Gli statuti, decreti e ordini del Marchesato di Finale (Statuta, decreta et ordines Marchionatus Finarij), 1667

Genova tornò a invadere il marchesato del Finale nel 1558, facendo leva sulle proteste di una parte della popolazione, stremata dalle difficoltà economiche dell'ultima fase di guerra ispano-francese antecedente la pace di Cateau-Cambrésis e dal rigido governo di Alfonso II Del Carretto. Dopo un effimero ritorno del marchese, scoppiò una nuova rivolta fomentata e protetta dalla Spagna, che desiderava assicurarsi il dominio diretto sull'unico scalo ligure non dipendente da Genova e ben collegato con il milanese tramite i feudi imperiali del Monferrato.
Comunque, secondo le accuse della Repubblica di Genova, anche il duca di Savoia, Emanuele Filiberto, aveva svolto un ruolo nella turbolenza politica finalese, come riferito da Gabriel de la Cueva, duca di Albuquerque, governatore di Milano dal 1564 al 1571, al re Filippo II di Spagna. Interpellato in merito, nella sua lettera di risposta al duca, Emanuele Filiberto: "non negò di aver consentito ai suoi sudditi di andare in aiuto dei rivoltosi e di aver fornito agli stessi le vettovaglie di cui avevano bisogno, ma sottolineò che la crudeltà con la quale il marchese trattava i suoi sudditi forniva più di una giustificazione alla ribellione e che quando i finalini si erano recati da lui per chiedere aiuto, gli avevano fatto presente che anche Genova avrebbe appoggiato la loro azione. Tuttavia, quando gli era stato comunicato dall'inviato del governatore di Milano, Brugora, che Madrid non aveva molto gradito il suo atteggiamento, aveva prontamente fatto rientrare in Piemonte i suoi sudditi recatisi nel Finale e cessato di rifornire i rivoltosi di vettovaglie. La lettera terminava con l'auspicio che l'Albuquerque facesse tutto il possibile per "riconciliare, pacificare e rimettere in gratia di esso marchese li suddetti huomini et non lasciarli abbandonati et disperati alla tirannide di esso" ".
Vi doveva essere comunque un partito filo-spagnolo finalese, in quanto risulta agli atti  che, nel 1582, i "sindaci, consoli e popoli finalesi" avevano scritto al re di Spagna circa il loro timore che la Repubblica di Genova, dopo aver cercato senza successo di "subornarli" e di allontanarli dalla loro "devozione" alla Spagna, avesse ottenuto dall'imperatore l'impegno che Finale sarebbe stato restituito al marchese Carretto e, nel contempo, che i genovesi avevano indotto i commissari imperiali a maltrattare gli abitanti con conseguenti "disordini et danni infiniti". La lettera dei finalesi al re di Spagna si chiudeva con una dichiarazione solenne secondo la quale essi rimanevano "fino all'ultimo fiato et sospiro" fedeli e devoti alla corona spagnola.
L'obiettivo strategico degli spagnoli fu raggiunto nel 1598, quando l'ultimo marchese, Sforza Andrea, vendette a Filippo II d'Asburgo tutti i diritti feudali sui feudi carretteschi. L'accordo, ratificato da Filippo III nel 1599, trovò attuazione (come previsto dagli accordi) solo con la morte di Sforza Andrea nel 1602.
In queste vicende, mentre il duca Carlo Emanuele I di Savoia era per la Spagna un alleato difficile, per i divergenti interessi dinastici e territoriali, la Repubblica di Genova era considerata "fedelissima". Comunque, anche i genovesi avevano un interesse divergente riguardo al marchesato di Finale che, per loro, rappresentava la continuità territoriale in Liguria. Pertanto la Repubblica presentò, ma senza successo, le proprie ragioni al nuovo re Filippo III di Spagna in una ambasceria del 17 e 18 febbraio 1599, sostenendo che:
la spiaggia del Finale è incapace di porto, essendo scuopertissima ad ogni vento di mare, dove le correnti sono gagliarde e rapide et le acque molto profonde, et esser perciò impossibile farci porto; che la spesa sarebbe eccessiva et si gittarebbe affatto senza frutto alcuno; che per il passo delle sue fanterie e munitioni le sarebbero sempre pronti et aperti, come lo sono in ogni tempo stati a serenissimi predecessori suoi tutti li porti e luoghi nostri; che il traffico del sale, ove tanto i Milanesi si fondano, non è similmente riuscibile et in ogni caso verrebbero a sentirne maggior incomodo, siccome s'è già conosciuto, quando in qualche tempo n'è stata fatta la prova;
Per "Milanesi", i genovesi intendevano evidentemente i governatori spagnoli di Milano che, oltre a voler avere uno sbocco marittimo per il passaggio di soldati e munizioni "senza necessità di domandare il passo a nessuno" erano interessati anche allo sfruttamento del sale per "uso et industria dello stato". Il documento prosegue mettendo in rilievo il poco interesse di Finale Ligure per un impero enorme come quello spagnolo, anche per il "disgusto" (ossia "dispiacere", nel senso spagnolo della parola) che l'occupazione spagnola di questo territorio avrebbe dato a un alleato "devotissimo":
che quando bene dovesse la Maestà sua ritrarre del detto luogo qualche utile, non dovrebbe ella tenerne conto, havendo la Maestà sua, per la Dio gratia, abbondanza di regni, di Stati, di paesi e di commodità; né convenendo alla Maestà e grandezza di un tanto Re abbracciar cosa a lei di sì poco rilievo, et all'incontro di tanto disgusto di questa Repubblica che fu sempre devotissima a quella corona et è per esserlo in ogni tempo alla Maestà sua et correr in ogni occasione qualsivoglia fortuna di lei, come pure ha fatto per il passato con ogni affetto e vivo zelo, nulla stimando li molti quasi insopportabili danni che perciò ne pativa.
Su iniziativa dell'energico e "sempre vigile" governatore di Milano, Pedro Enríquez de Acevedo, Conte di Fuentes, ma con successiva conferma da Madrid, truppe spagnole, provenienti da Milano, invasero il territorio finalese, mentre il duca di Savoia si impadroniva dei feudi delle Langhe sub-infeudati ai Del Carretto. Il nuovo stato di fatto suscitò molta ira nella corte imperiale, che solo nel 1619 legittimò il dominio degli Asburgo di Spagna, del cui supporto militare non poteva fare a meno.
Alla conclusione della guerra di successione spagnola, il marchesato di Finale fu infeudato alla repubblica di Genova, ma mantenne i propri statuti medievali sino alla nascita della Repubblica Ligure napoleonica nel 1797. Fra tutte le dinastie aleramiche, quella carrettesca fu, dunque, la più duratura ed anche la marca di Savona, sia pure assai ridotta in dimensione, trovò in Finale uno dei suoi rami più duraturi.

## Marchesi di Finale - Casa Del Carretto[15]
| N° | Titolo   | Nome           | Dal  | Al   | Note                                             |
| 1  | Marchese | Enrico I       | 1162 | 1185 | primo marchese di Savona-Finale                  |
| 2  | Marchese | Enrico II      | 1185 | 1231 |                                                  |
| 3  | Marchese | Giacomo        | 1231 | 1265 |                                                  |
| 4  | Marchese | Antonio        | 1265 | 1313 |                                                  |
| 5  | Marchese | Giorgio        | 1313 | 1359 |                                                  |
| 6  | Marchese | Lazzarino I    | 1359 | 1392 |                                                  |
| 7  | Marchese | Lazzarino II   | 1392 | 1412 |                                                  |
| 8  | Marchese | Galeotto I     | 1412 | 1450 | in esilio dal 5 febbraio 1449                    |
| 9  | Marchese | Giovanni I     | 1450 | 1468 | al potere dal 20 dicembre                        |
| 10 | Marchese | Galeotto II    | 1468 | 1482 |                                                  |
| 11 | Marchese | Alfonso I      | 1482 | 1499 | Marchese di Finale dall’8 dicembre 1496          |
| 12 | Marchese | Carlo Domenico | 1499 | 1514 | Cardinale                                        |
| 13 | Marchese | Alfonso I      | 1514 | 1517 |                                                  |
| 14 | Marchese | Giovanni II    | 1517 | 1535 | dal 1517 al 1524 sotto tutela dello zio Ludovico |
| 15 | Marchese | Alfonso II     | 1535 | 1583 | al potere solo dal 1546 al 1558                  |
| 16 | Marchese | Alessandro     | 1583 | 1596 | abate di Buonacomba; in esilio                   |
| 17 | Marchese | Sforza Andrea  | 1596 | 1602 | in esilio                                        |

Negli anni 1449 - 1450 il marchesato fu occupato da truppe genovesi.
Dal 1535 al 1546 Alfonso II era minore e il marchesato fu retto dalla madre Peretta e dallo zio Marcantonio Del Carretto Doria.
Dal 1558 al 1564 il marchesato fu occupato da truppe genovesi.
Dal 1564 al 1566 il marchesato fu retto da Giovanni Alberto Del Carretto di Gorzegno in nome di Alfonso II.
Dal 1566 al 1602 il marchesato fu amministrato da commissari imperiali, che operavano per conto degli ultimi marchesi. Dal 1571, inoltre, fu presidiato da truppe asburgiche, prima spagnole e poi imperiali.

### Linea di successione dei marchesi di Finale
|                         |                          |                                   |                                   |                            |                            |
|                         | Enrico I 1162 – 1185     |                                   |                                   |                            |                            |
|                         |                          |                                   |                                   |                            |                            |
|                         |                          |                                   |                                   |                            |                            |
|                         | Enrico II 1185 – 1231    |                                   |                                   |                            |                            |
|                         |                          |                                   |                                   |                            |                            |
|                         |                          |                                   |                                   |                            |                            |
|                         | Giacomo 1231 – 1265      |                                   |                                   |                            |                            |
|                         |                          |                                   |                                   |                            |                            |
|                         |                          |                                   |                                   |                            |                            |
|                         | Antonio 1265 – 1313      |                                   |                                   |                            |                            |
|                         |                          |                                   |                                   |                            |                            |
|                         |                          |                                   |                                   |                            |                            |
|                         | Giorgio 1313 – 1359      |                                   |                                   |                            |                            |
|                         |                          |                                   |                                   |                            |                            |
|                         |                          |                                   |                                   |                            |                            |
|                         | Lazzarino I 1359 – 1392  |                                   |                                   |                            |                            |
|                         |                          |                                   |                                   |                            |                            |
|                         |                          |                                   |                                   |                            |                            |
|                         | Lazzarino II 1392 – 1412 |                                   |                                   |                            |                            |
|                         |                          |                                   |                                   |                            |                            |
|                         |                          |                                   |                                   |                            |                            |
| Galeotto I 1412 – 1450  | Galeotto I 1412 – 1450   | Giovanni I 1450 – 1468            | Giovanni I 1450 – 1468            |                            |                            |
|                         |                          |                                   |                                   |                            |                            |
|                         |                          |                                   |                                   |                            |                            |
| Galeotto II 1468 – 1482 | Galeotto II 1468 – 1482  | Alfonso I 1482 – 1499 1514 – 1517 | Alfonso I 1482 – 1499 1514 – 1517 | Carlo Domenico 1499 – 1514 | Carlo Domenico 1499 – 1514 |
|                         |                          |                                   |                                   |                            |                            |
|                         |                          |                                   |                                   |                            |                            |
|                         |                          | Giovanni II 1517 – 1535           |                                   |                            |                            |
|                         |                          |                                   |                                   |                            |                            |
|                         |                          |                                   |                                   |                            |                            |
| Alfonso II 1535 – 1583  | Alfonso II 1535 – 1583   | Alessandro 1583 – 1596            | Alessandro 1583 – 1596            | Sforza Andrea 1596 – 1602  | Sforza Andrea 1596 – 1602  |

## Marchesi di Finale - Casa Asburgo di Spagna
| N° | Titolo       | Nome        | Dal  | Al   | Note                                      |
| 1  | Re di Spagna | Filippo III | 1602 | 1621 | investitura imperiale il 4 febbraio 1619  |
| 2  | Re di Spagna | Filippo IV  | 1621 | 1665 | investitura imperiale il 19 febbraio 1639 |
| 3  | Re di Spagna | Carlo II    | 1665 | 1700 |                                           |

Stemma degli Asburgo di Spagna

L'investitura di Filippo III fu concessa solo nel 1619, quella di Filippo IV nel 1639 e non precisata quella di Carlo II.
Sotto i re spagnoli il marchesato era amministrato da un "Alcaide all'uso di Spagna". L'Alcaide (dall'arabo al caìd, comandante di castello) era un ufficiale incaricato direttamente dal re di comandare una fortezza di proprietà della corona spagnola. In pratica, tuttavia, l'amministrazione del marchesato era controllata da quella milanese, in quanto il governatore di Milano svolgeva anche la funzione di capitano generale del re cattolico in Italia. Sotto il dominio spagnolo Finale ebbe un periodo di notevole sviluppo economico, culturale e artistico.
Protetti dalla bandiera spagnola e da segrete collaborazioni commerciali con influenti famiglie genovesi, ben contente di aggirare il rapace fisco dello scalo genovese, i finalesi commerciarono in tutti mari "spagnoli" da Messina alle Canarie. Soprattutto dopo il 1635 molte decine di migliaia di soldati asburgici provenienti da Napoli o da Barcellona e diretti a Milano, per proseguire per il teatro di guerra nelle Fiandre e in Germania (o viceversa), sbarcarono (o s'imbarcarono) a Finale. Una guarnigione di circa 2000 soldati era stanziata nelle poderose fortificazioni costruite negli anni 1640-1645. Questa situazione e i servizi ad essa connessi stimolarono lo sviluppo di attività commerciali ed imprenditoriali molto diversificate. La presenza delle truppe spagnole stimolò anche la produzione ed esportazione di carte da gioco. Sul fronte culturale, Finale fu l'unica città ligure, a parte Genova, in cui vennero stampati libri.

## La repubblica di Genova, ultima feudataria del Finale
Con lo scoppio della guerra di successione di Spagna, Finale passò al nuovo re Filippo V di Borbone, ma nel 1707 gli eserciti spagnoli e francesi dovettero cedere il marchesato a quelli austriaci dell'altro pretendente Carlo III d'Asburgo. Nel 1711, con la morte del fratello maggiore Giuseppe, Carlo III dovette rinunciare al titolo di re di Spagna per diventare l'imperatore Carlo VI. La pace di Utrecht separò definitivamente la Spagna, ormai retta da una dinastia borbonica e priva di domini italiani, dall'Austria, sempre asburgica. La funzione di collegamento che il marchesato di Finale aveva svolto nel secolo precedente era ormai inutile e perciò Carlo VI lo cedette alla Repubblica di Genova il 20 agosto 1713, con l'impegno che essa rispettasse gli statuti e le autonomie godute sino allora dai finalesi. Per rifarsi dell'ingente esborso monetario (2.400.000 fiorini, pari a circa 46 tonnellate d'argento), Genova introdusse nuove gabelle, alle quali i sudditi cercarono di sottrarsi in nome delle garanzie previste dal contratto di vendita, muovendo causa a Genova di fronte alla corte imperiale, ma inutilmente.
La questione del Finale tornò alla ribalta europea pochi anni dopo, allo scoppio della guerra di successione austriaca. Per assicurarsi l'unico alleato in tutto il continente europeo, il duca di Savoia, Maria Teresa d'Austria gli promise la proprietà del marchesato di Finale (accordi di Worms), sfruttando il cavillo che la vendita da parte di suo padre Carlo VI non era mai stata ratificata dalla Dieta Imperiale. Il 15 settembre 1746 i piemontesi riuscirono finalmente a prendere possesso di Finale, ma lo perdettero definitivamente il 18 ottobre 1748 con la firma del trattato di Aquisgrana. Finale rimase genovese fino al 1795, quando venne occupata dalle truppe francesi e cessò di essere un marchesato nel 1797, quando la repubblica aristocratica di Genova ed ogni altra istituzione medievale furono abolite da Napoleone Bonaparte per dare vita alla Repubblica Ligure.